# Siervas Reparadoras del Sagrado Corazón de Jesús
La Congregación de Siervas Reparadoras del Sagrado Corazón de Jesús (oficialmente en italiano: Istituto Ancelle riparatrici del Sacro Cuore di Gesù) es una congregación religiosa católica femenina de derecho pontificio, fundada por el canónigo italiano Antonino Celona y la religiosa Anna Maria Palermo, en Messina, el 22 de febrero de 1918. A las religiosas de este instituto se les conoce como siervas reparadoras y posponen a sus nombres las siglas A.R.

## Historia
El canónigo italiano Antonino Celona, con la ayuda de Anna Maria Palermo, fundó en la ciudad de Messina un instituto dedicado a la adoración perpetua del Sagrado Corazón de Jesús, en el Santísimo Sacramento, y para la educación de las jóvenes, el 2 de febrero de 1918. Las primeras religiosas vistieron el hábito del nuevo instituto el 28 de septiembre de 1919, entre ellas Anna Maria, quien fue escogida como primera superiora.
El 17 de septiembre de 1935, el arzobispo de Messina, Letterio D'Arrigo Ramondini, aprobó el instituto como congregación religiosa de derecho diocesano, el cual obtendría el 10 de julio de 1941, la aprobación pontifica, durante el pontificado del papa Pío XII.

## Organización
La Congregación de Siervas Reparadoras del Sagrado Corazón de Jesús es un instituto religioso centralizado, cuyo gobierno general es ejercido por la superiora, a la que sus miembros llaman Madre general. En las funciones de gobierno es ayudada por el Consejo general.
Las siervas reparadoras se dedican a la atención y educación cristiana de las jóvenes, especialmente de las niñas huérfanas, en sus centros educativos y orfanatos. Poseen además una tipografía, desde donde administran una revista dedicada a la difusión de la devoción al Sagrado Corazón de Jesús, La sentinella di corte al Cuore di Gesù appassionato, desde 1921. La espiritualidad es reparadora, y se manifiesta en la adoración perpetua del Corazón de Jesús en la Eucaristía.
En 2015, la congregación contaba con unas 126 religiosas y 23 comunidades, presentes en Brasil, Costa de Marfil, Estados Unidos, Italia y Polonia.